# Alarm für Cobra 11: Undercover
Alarm für Cobra 11: Undercover, im englischsprachigen Raum Crash Time 5: Undercover ist das elfte und letzte Spiel zur TV-Serie Alarm für Cobra 11 – Die Autobahnpolizei. Das Rennspiel wurde von der deutschen Firma Synetic entwickelt und September 2012 von dtp entertainment für Windows veröffentlicht. Nur einige Tage später erfolgte die Veröffentlichung für die Sony PlayStation 3 und Xbox 360.
Die Spielumgebung besteht aus zwei separaten Karten, die Alpen und die Autobahn. Die Fahrzeuge ähneln realen Modellen, sind aber nicht lizenziert.
In diesem Teil wurde diesmal auf eine frei befahrbare Welt verzichtet und das Spiel auf neun Level mit einzelnen Missionen aufgebaut, die von einem Menü aus gestartet werden. Wird eine Mission gestartet, so findet sich der Spieler an einer vorbestimmten Position auf eine der Karten wieder. Auch auf den Multiplayer wurde verzichtet.
Das Spiel wurde im Jahr 2024 in geänderter Verfassung von Unique Games Publishing GmbH auf Steam unter dem Namen Crash Time - Undercover veröffentlicht. Es verfügt nur über die englische Sprachausgabe, da sich RTL und die Entwickler der Neuauflage nicht über eine Weiterverwendung der Marke Alarm für Cobra 11 einig wurden. Daraufhin musste alle Inhalte, die sich auf die Serie beziehen, aus dem Spiel entfernt werden. In der Neuveröffentlichung wurde, anders als im Original, ein Multiplayer zum Spiel ergänzt.

## Spielprinzip

### Kampagne
In der Einzelspieler-Kampagne schlüpft der Spieler erneut in die Rollen der Kommissare Semir Gerkhan und Ben Jäger, die in einen Schmugglerring eingeschleust werden, um nacheinander alle Bosse des Rings auszuschalten. Der Spieler agiert entweder als Polizist oder Schmuggler und muss die Ziele einer Mission erledigen, damit die nächste freigeschaltet wird. Die Kampagne besteht insgesamt aus neun Leveln, die jeweils drei bis sieben Missionen beinhalten. Im Spiel stehen dem Spieler unterschiedliche Waffen zur Verfügung, um seine Gegner auszuschalten oder loszuwerden. Die Waffen können auch gegen ihn eingesetzt werden.

### Die Level
Das Spiel verfügt über insgesamt 9 Level. Diese bestehen aus dem Tutorial und acht Bossen.
- Level 1 - Tutorial
- Level 2 - Jeff Miller
- Level 3 - Chung Kim
- Level 4 - Hans Stahl
- Level 5 - Terry Mckennan
- Level 6 - Gerome Cassel
- Level 7 - Gustavo El Loco
- Level 8 - Jasper Hounaar
- Level 9 - Mario Gandetti

### Missionstypen
Das Spiel besteht aus mehreren Missionstypen, darunter:
- Klassisches Rundkursrennen
- Knockout Rennen - Rennen, indem der letztplatzierte jeder Runde aus dem Rennen ausscheidet, bis alle Runden gefahren sind
- Beweise verteilen - Pakete müssen entsorgt werden, ohne das der Verfolger diese aufsammelt
- Beweise aufsammeln - Pakete müssen als Polizist aufgefangen und danach das Fahrzeug des Gegners ausgeschaltet werden
- Fahrzeuge zerstören - In einigen Missionen müssen Konvois oder einzelne Gegner ausgeschaltet werden
- Gegner ablenken/warnen - In bestimmten Missionen müssen Gegner von einem Ziel abgelenkt oder Verbündete gewarnt werden

### Waffen
Im Spiel gibt es insgesamt acht Waffen, darunter:
- EMP - Der Elektromagnetische Impuls setzt Fahrzeuge vorübergehend außer Gefecht
- Enterhaken - Kann Fahrzeuge ausbremsen oder das eigene Fahrzeug für einen Moment sehr stark beschleunigen
- Ölwerfer - Legt eine Ölspur auf die Straße, bei dem Fahrzeuge nicht mehr bremsen und lenken können
- Nagelband - Lässt die Reifen für eine kurze Zeit platzen und stoppt Fahrzeuge sehr effektiv
- Straßensperre - Die Sperre bildet sich mit vier Streifenwagen und lässt sich in einem Radius frei auf der Karte platzieren
- Repair-Kit - Repariert 50% des Fahrzeugschadens
- Schutzschild - Schützt das Fahrzeug vor Waffenangriffen, jedoch nicht vor Schäden
- Elektronischer Rammschutz - Das Fahrzeug wird aktiv vor Schaden geschützt. Der Schutz lässt sich jedoch per EMP ausschalten. Die Waffe kann jedoch nicht vom Spieler eingesetzt werden

### Einzelrennen
Es lassen sich auch Einzelrennen fahren. Dabei kann der Spieler vor dem Rennen viele Einstellungen wie Rundenzahl, Gegnerzahl, Gegnerstärke, Nitro-Einsatz oder Verkehrsdichte selbst einstellen.

### Splitscreen-Modi
Im Splitscreen-Modus können Rennen mit bis zu vier Spielern gefahren werden. Dabei können diese ebenfalls ihre eigenen Einstellungen tätigen.

## Rezeption
Maximillian Lechner von der GameStar lobte, dass das Spiel mit spektakulärer Action und einem unkomplizierten Arcade-Fahrgefühl punktete. Besonders Fans der Serie dürften sich über die deutsche Sprachausgabe und einige charmante „Trash“-Momente freuen. Die Missionen bieten spannende Szenen wie Verfolgungsjagden und Explosionen, auch wenn sie stark geskriptet seien. Er kritisierte, dass das Spiel unter fehlender Abwechslung im Missionsdesign und einer klischeehaften, wenig mitreißenden Story verfüge. Die Technik zeigte sich durchwachsen: Neben ordentlichen Effekten gebe es viele Bugs und Probleme mit der Kollisionserkennung. Auch der Wiederspielwert sei gering – sowohl im Einzelspieler- als auch im Multiplayer-Modus fehle es an langfristiger Motivation.
Jens Bremicker von GamersGlobal schrieb, dass das Spiel durch ein zugängliches Arcade-Fahrgefühl und reichlich spektakuläre Crash-Action überzeuge. Serienfans freuen sich über die Originalsprecher und kleine Gimmicks wie EMPs oder Ölwerfer, die für kurze Zeit Abwechslung bringen. Auch die Mehrspieler-Modi, besonders im lokalen Splitscreen, sorgen für unkomplizierten Spielspaß. Allerdings leide das Spiel unter einem extrem linearen Missionsdesign, das kaum Freiheiten biete. Die Aufgaben wiederholen sich schnell, die Handlung bleibe oberflächlich und die Technik wirke veraltet: unscharfe Texturen, wenig belebte Umgebungen und schwache KI trüben das Gesamtbild. Auch der Wiederspielwert sei gering, da die Missionen wenig Anreiz für einen erneuten Durchlauf bieten.